# 明智優婆夷
明智 優婆夷（みょうち うばい、生没年未詳）は、日本の鎌倉時代の女性、曹洞宗の太祖、瑩山紹瑾の母方の祖母。

## 略歴
鎌倉時代の初めに生まれる。成長してからは当時建仁寺に滞在していた道元に在家信徒として師事、曹洞宗の女性信徒の草分けとなった。その後も興聖寺、永平寺と道元が活動拠点を移転するに従う。
その後、何らかの事情で娘の懐観と8年間離れるも再会。娘は越前の瓜生氏に嫁ぎ、後に瑩山紹瑾となる行生を産む。
晩年は瑩山を育て、瑩山が8歳の時に永平寺に入れて沙弥とさせた。